# Ріо-Ондо (річка)
Ріо-Ондо (англ. Rio Hondo) — найбільша річка півночі Белізу, тече в двох округах Ориндж-Волк та Коросаль, що в Белізі. Ріво-Ондо виступає природною межею поміж Белізом та Мексикою. Річка входить до числа найбільших в країні із довжиною близько 150 км, та площею басейну до 2688 км² (без її трьох приток, які злившись майже одночасно і формують русло річки). Свої води несе на північ країни, до Карибського моря, зокрема в затоку-бухту Четумаль.
Протікає територією двох округів Белізу та одного Мексики, поруч чи по берегах річки розташовано зо 2 десятка поселень. В окрузі Ориндж-Волк поселення: Росіта, Ньюендорф,  Санта-Круз, Сан-Роман, Дуглас. В окрузі Коросаль, тече поруч поселень: Сан-Віктор (San Victor), Сан-Нарцісо (San Narciso), Санта-Елена (Santa Elena) та Консейо (Consejo).
Вважається, що витік річки — Ла-Пальма (La Palma), знаходиться в густих лісах Гватемали, зокрема в департаменті Петен, на невеличкому підвищенні Юкатанської платформи, яке є західною частиною Пагорбів Ялбак (Yalbac Hills), що знаходяться на південному сході Юкатанської низовини, зокрема, заболочених рівнин Юкатанської платформи.
Уже з середини своєї течії (після злиття Ла-Пальма (La Palma), Ріо-Азул (Río Azul) та Бутс Рівер (Booth's River)), річка формує широку пойму (інколи шириною в 2 км), заповнену болотами та старицями. Відтак, річище стає глибоким із розлогими берегами, в'ється поміж десяток тропічних озер-боліт. Гирло широке й утворює невеличкий естуарій при впадінні до затоки.
Назви річки Ріо-Ондо, відповідно на іспанський та англійський манер. В белізців прийнято її називати на кшталт «головної річки», адже це була головна артерія ще від часів мая.
Флора і фауна річки притаманна саме тропічній флорі та фауні. Тут водяться крокодили та сотні видів птахів.
Чимало берегових площ і пойма річки були піддані меліорації та осушуванню, відтак довкола неї розкинулися фермерські сільськогосподарські угіддя (особливо в серединній її частині).